# Prix littéraires 1990
Liste des prix littéraires décernés au cours de l'année 1990 :

## Prix internationaux
- Prix Nobel de littérature : Octavio Paz (Mexique)[1]
- Grand prix de littérature du Conseil nordique : Tomas Tranströmer (Suède) pour För levande och döda
- Grand prix littéraire d'Afrique noire : Ahmadou Kourouma (Côte d'Ivoire) pour  Monnè, outrages et défis.
- Prix Carbet de la Caraïbe et du Tout-Monde : Patrick Chamoiseau (France) pour Autan d'enfance
- Neustadt International Prize for Literature : Tomas Tranströmer (Suède)

## Allemagne
- prix Heinrich-Böll : Günter de Bruyn
- Prix Georg-Büchner :  Tankred Dorst
- Prix Friedrich Hölderlin (Bad Homburg) : Rolf Haufs (de)

## Belgique
- Prix Victor-Rossel : Philippe Blasband pour De cendres et de fumées

## Canada
- Grand prix du livre de Montréal : Monique LaRue pour Copies conformes
- Prix Athanase-David : Andrée Maillet
- Prix du Gouverneur général : 
  - Catégorie « Romans et nouvelles de langue anglaise » : Nino Ricci pour Lives of the Saints
  - Catégorie « Romans et nouvelles de langue française » : Gérald Tougas pour La Mauvaise Foi
  - Catégorie « Poésie de langue anglaise » : Margaret Avison pour No Time
  - Catégorie « Poésie de langue française » : Jean-Paul Daoust pour Les Cendres bleues
  - Catégorie « Théâtre de langue anglaise » : Ann-Marie MacDonald pour Goodnight Desdemona (Good Morning Juliet)
  - Catégorie « Théâtre de langue française » : Jovette Marchessault pour Le Voyage magnifique d'Emily Carr
  - Catégorie « Études et essais de langue anglaise » : Stephen Clarkson et Christina McCall pour Trudeau and Our Times
  - Catégorie « Études et essais de langue française » : Jean-François Lisée pour Dans l'œil de l'aigle
- Prix Jean-Hamelin : Jean-Alain Tremblay pour La Nuit des Perséides et Michel Grenon pour L'Image de la Révolution française au Québec
- Prix Robert-Cliche : Jean Fontaine pour Les Lièvres de Saint-Giron

## Chili
- Prix national de Littérature : José Donoso (1924-1996)

## Corée du Sud
- Prix de l'Association des poètes coréens : Yi Seong-seon pour 새벽 꽃향기
- Prix Dong-in : Kim Hyangsuk pour Pris au piège dans le brouillard
- Prix de littérature contemporaine (Hyundae Munhak) :
  - Catégorie « Poésie » : Lee Geoncheong pour 하이에나
  - Catégorie « Roman » : Hyun Kil-un pour 司祭와 祭物
  - Catégorie « Critique » : Kwon Yeongmin pour 월북문인연구
- Prix Jeong Ji-yong : Kim Gwang-gyun pour 해변(海邊)가의 무덤
- Prix Kim Soo-young : Yi Ha-seok pour 우리 낯선 사람들
- Prix de poésie Sowol : Kim Seung-hee pour 떠도는 환유
- Prix Woltan : Gang Gye-sun pour 익명의 편지
- Prix Yi Sang : Kim Won-il pour Prison du cœur

## Danemark
- Prix Hans Christian Andersen : Tormod Haugen (Norvège)

## Espagne
- Prix Cervantes : Adolfo Bioy Casares
- Prix Prince des Asturies : Arturo Uslar Pietri
- Prix Nadal : Juan José Millás, pour La soledad era esto
- Prix Planeta : Antonio Gala, pour El manuscrito carmesí
- Prix national des Lettres espagnoles : José Hierro
- Prix national de Narration : Luis Landero, pour Juegos de la edad tardía
- Prix national de Poésie : Carlos Bousoño, pour Metáfora del desafuero
- Prix national d'Essai : Agustín García Calvo, pour Hablando de lo que habla
- Prix national de Littérature infantile et juvénile : Pep Albanell (es), pour La rosa de Sant Jordi — écrit en catalan.
- Prix Adonáis de Poésie : Diego Doncel (es), pour El único umbral
- Prix Anagrama : Josep Maria Colomer, pour El arte de la manipulación política
- Prix Loewe : Bernardo Schiavetta ( Argentine), pour Fórmulas para Crátilo
- Prix de la nouvelle courte Casino Mieres : José Manuel Costas Goberna, pour Llanto en Isla Negra
- Prix d'honneur des lettres catalanes : Miquel Batllori i Munné (historien)
- Journée des lettres galiciennes : Luis Pimentel
- Prix de la critique Serra d'Or : 
  - Josep Navarro Santaeulàlia, pour Qüestió de mots, essai.
  - Oriol Bohigas i Guardiola, pour Combat d'incerteses, biographie/mémoire.
  - Josep Palàcios i Martínez (ca), pour Alfabet, recueil de nouvelles.
  - Miquel de Palol i Muntanyola, pour El jardí dels set crepuscles, roman.
  - Jordi Sarsanedas i Vives (ca), pour El balcó, recueil de poésie.
  - Miquel Dolç i Dolç (ca), pour la traduction de Les Confessions, de Augustin d'Hippone.

## États-Unis
- National Book Award : 
  - Catégorie « Fiction » : Charles R. Johnson pour Middle Passage (Le Passager)
  - Catégorie « Essais» : Ron Chernow pour The House of Morgan: An American Banking Dynasty and the Rise of Modern Finance
- Prix Agatha : 
  - Catégorie « Meilleur roman » : Elizabeth Peters, pour Naked Once More
  - Catégorie « Meilleure nouvelle » :
- Prix Hugo :
  - Prix Hugo du meilleur roman : Hypérion (Hyperion) par Dan Simmons
  - Prix Hugo du meilleur roman court : Les Montagnes du deuil (The Mountains of Mourning) par Lois McMaster Bujold
  - Prix Hugo de la meilleure nouvelle longue : Entre un soldat, puis un autre (Enter a Soldier. Later: Enter Another) par Robert Silverberg
  - Prix Hugo de la meilleure nouvelle courte : Nibards (Boobs) par Suzy McKee Charnas
- Prix Locus :
  - Prix Locus du meilleur roman de science-fiction : Hypérion (Hyperion) par Dan Simmons
  - Prix Locus du meilleur roman de fantasy : L'Apprenti (Prentice Alvin) par Orson Scott Card
  - Prix Locus du meilleur roman d'horreur : L'Échiquier du mal (Carrion Comfort) par Dan Simmons
  - Prix Locus du meilleur premier roman : Orbital Decay par Allen Steele
  - Prix Locus du meilleur roman court : Le Père des pierres (The Father of Stones) par Lucius Shepard
  - Prix Locus de la meilleure nouvelle longue : Trottecaniche (Dogwalker) par Orson Scott Card
  - Prix Locus de la meilleure nouvelle courte : Enfants perdus (Lost Boys) par Orson Scott Card
  - Prix Locus du meilleur recueil de nouvelles : L'Épreuve du feu (Patterns) par Pat Cadigan
- Prix Nebula :
  - Prix Nebula du meilleur roman : Tehanu (Tehanu: The Last Book of Earthsea) par Ursula K. Le Guin
  - Prix Nebula du meilleur roman court : Le Vieil Homme et son double (The Hemingway Hoax) par Joe Haldeman
  - Prix Nebula de la meilleure nouvelle longue : La Tour de Babylone (Tower of Babylon) par Ted Chiang
  - Prix Nebula de la meilleure nouvelle courte : Les ours découvrent le feu (Bears Discover Fire) par Terry Bisson
- Prix Pulitzer :
  - Catégorie « Fiction » : Oscar Hijuelos pour The Mambo Kings Play Songs of Love (Les Mambo Kings chantent des chansons d'amour)
  - Catégorie « Biographie et Autobiographie » : Sebastian de Grazia pour Machiavelli in Hell
  - Catégorie « Essai » : Dale Maharidge et Michael Williamson pour And Their Children After Them
  - Catégorie « Histoire » : Stanley Karnow pour In Our Image: America's Empire in the Philippines
  - Catégorie « Poésie » : Charles Simic pour The World Doesn't End
  - Catégorie « Théâtre » : August Wilson pour The Piano Lesson (La leçon de piano)

## Finlande
- Prix Aleksis-Kivi : Hannu Salama
- Prix Kalevi-Jäntti : Satu Salminiitty pour Raottuvien ovien valo
- Prix Eino-Leino : Olli Jalonen
- Prix national de littérature : Olli Jalonen pour Johan ja Johan, Leena Krohn pour Rapina, Kjell Westö pour Utslag och andra noveller, Eeva Tikka pour Yön lintu ja Siivetön
- Prix littéraire de la ville de Tampere : Kalle Päätalo pour Iijoen kutsu
- Prix Tollander : Peter Sandelin
- Prix Rudolf-Koivu : non décerné
- Prix Topelius : Lasse Raustela pour Vahdinvaihto
- Prix Mikael-Agricola : Inkeri Tuomikoski
- Médaille Anni-Swan : non décerné
- Prix d'écriture Juhana-Heikki-Erkko : Riikka Ala-Harja
- Prix Juhana-Heikki-Erkko : Marko Kari pour Reviiri
- Médaille Kiitos kirjasta : Ulla-Lena Lundberg pour Leo
- Prix Arvid-Lydecken : Eeva Tikka pour Yön lintu ja Siivetön
- Prix Kaarle : Ulla-Lena Lundberg
- Prix Pehr-Evind-Svinhufvud : Aimo Turunen pour Nuoruus rauhan ja sodan Karjalassa
- Prix du grand club du livre finlandais : Kirsi Kunnas
- Prix Pirkanmaan-Plättä : Jorma Kurvinen pour Susikoira Roi ja muukalaiset
- Prix Väinö Linna : Eila Pennanen
- Prix Pääskynen : non décerné
- Prix Atorox : Ari Tervonen pour Matkalla nurinkäännettyyn avaruuteen
- Prix Finlandia : Olli Jalonen pour Isäksi ja tyttäreksi
- Prix Pikku-Finlandia : Katariina Heilala
- Prix Lea : Johanna Enckell
- Prix Tieto-Finlandia : Markku Löytönen (fi) pour Matka-arkku. Suomalaisia tutkimusmatkailijoita
- Prix Tähtivaeltaja : Helliconia-trilogia par Brian Aldiss
- Prix Runeberg : Eeva Kilpi pour Talvisodan aika
- Prix Vuoden johtolanka : Harri Nykänen (fi) pour Takapiru

## France
- Prix Goncourt : Jean Rouaud pour Les Champs d'honneur
  - Prix Goncourt du premier roman : Hélène de Monferrand pour Les Amies d'Héloïse
- Prix Médicis : Jean-Noël Pancrazi, Les Quartiers d'hiver
  - Prix Médicis étranger : Amitav Ghosh pour Les Feux du Bengale
  - Prix Médicis essai : Shakespeare, les feux de l'envie de René Girard
- Prix Femina : Pierrette Fleutiaux pour Nous sommes éternels
- Prix Renaudot : Jean Colombier pour Les Frères Romance
- Prix Interallié : Bayon pour Les Animals
- Grand prix du roman de l'Académie française : Paule Constant pour White Spirit
- Grand prix de la francophonie : Albert Cossery
- Prix des Deux Magots : Olivier Frébourg pour Roger Nimier. Trafiquant d'insolence
- Prix du Quai des Orfèvres : Suzanne Le Viguelloux pour La Mort au noir
- Prix du Roman populiste : Didier Daeninckx pour Le Facteur fatal
- Prix France Culture : Claude Roy pour L'Étonnement du voyageur
- Prix du Livre Inter : Daniel Pennac pour La Petite Marchande de prose
- Prix des libraires : Claude Duneton pour Rires d'homme entre deux pluies
- Prix mondial Cino-Del-Duca : Jorge Amado
- Prix Guillaume-le-Conquérant : Patrick Grainville pour L'Orgie, la Neige

## Italie
- Prix Bagutta : Fleur Jaeggy, I beati anni del castigo (Adelphi)
- Prix Campiello : Dacia Maraini, La lunga vita di Marianna Ucrìa
- Prix Malaparte : Václav Havel
- Prix Napoli : Sebastiano Vassalli, La chimera, (Einaudi)
- Prix Rapallo-Carige : Paola Capriolo, Il nocchiero (Feltrinelli)
- Prix Strega : Sebastiano Vassalli, La chimera (Einaudi)
- Prix Viareggio : Luisa Adorno, Arco di luminara

## Monaco
- Prix Prince-Pierre-de-Monaco : Gilles Lapouge

## Royaume-Uni
- Prix Booker : A. S. Byatt pour Possession
- Prix James Tait Black :
  - Fiction : William Boyd pour Brazzaville Beach (Brazzaville Plage)
  - Biographie : Claire Tomalin pour The Invisible Woman: The Story of Nelly Ternan and Charles Dickens
- Prix WH Smith : V. S. Pritchett pour A Careless Widow and Other Stories
- Prix John-Llewellyn-Rhys : Ludwig Wittgenstein: The Duty of Genius de Ray Monk
- Médaille Carnegie : Gillian Cross pour Wolf
- Prix Rose-Mary-Crawshay : 
  - Kathleen Coburn (en) pour Notebook of Samuel Taylor Coleridge
  - Norma Dalrymple-Champneys pour Complete Poetical Works of George Crabbe
- Prix Somerset-Maugham : Mark Hudson pour Our Grandmothers' Drums, Nicholas Shakespeare pour The Vision of Elena Silves

## Suisse
- Prix Lipp Suisse : Bernard Comment pour L'ombre de mémoire, Christian Bourgois
- Grand prix C.F. Ramuz : Yves Velan